# Söder Rälta
Söder Rälta är en småort i Leksands socken (Djura församling), i Leksands kommun i Dalarna, belägen på ett smalt näs mellan Dalälven och den nu torrlagda sjön Sjöbotten.
Byn är klassad som ett riksintresse för kulturmiljövård.

## Historia
Sjön torrlades troligen i slutet på 1400-talet, och skapade ett område rikt på betesmarker, och bidrog till de att byarna runt den tidigare sjön växte till sig. Boplatser har dock funnits i området betydligt längre. I anslutning till Rältåns utlopp i Österdalälven finns flera boplatser, och i åkermarken intill byn har hittats enkla skafthålsyxor, en lihultsyxa, en limhamnsyxa, en trindyxa och tre stenklubbor. Längsmed sjöstranden finns också flera rester efter primitiv järnhantering, och en slaggvarp vid älven har daterats till 995 e. Kr. (+-100 år).
Rälta omtalas första gången 1482. I äldre handlingar skiljs inte Söder Rälta från grannbyarna Norr Rälta och Rältlindor, och det är svårt att säga när de olika byarna uppstod. Söder Rälta är dock den äldsta byn. 1539 omtalas 3 skattebönder här, och 1571 anger 9 hushåll i Rälta. Av dessa vet man att Jöns Persson som då upptas under Rälta i själva verket bodde i Rältlindor, då han 1558 anges som hemmahörande i "Lindom". En av personerna omnämns även som 'färiekarl', och troligen gick en färja härifrån över till Ål Kilen, vars båtstad ligger mitt över älven från Sör Rälta.
I mantalslängden 1668 upptas 12 hemman för Rälta. Holstenssons karta har 7 gårdstecken där Sör Rälta nu ligger, och 4 gårdstecken för Lindor. Det är dock troligt att det redan då fanns en uppdelning mellan Norr och Sör Rälta. Jaktplatskartan från 1697 upptar 6 gårdstecken vid platsen för Norr Rälta och 6 på platsen för Sör Rälta. Några bynamn står dock inte utskrivna, bara "Siöbottn" och vid Sör Rälta "Siöbott, bro". Vid mitten av 1700-talet uppkommer indelningen i Norr och Sör Rälta. I mantalslängden 1766 anges för Sör Rälta 15 hushåll och för Norr Rälta 11 hushåll. Enligt mantalslängden 1766 fanns det i Sör Rälta 18 gårdar. Enligt mantalslängden 1896 hade Sör Rälta 23 hushåll.
Söder om byn finns även en plats kallad "Järpens grav". Här skall enligt traditionen vara en begravningsplats för en självspilling från 1826.